# Верх-Ики
Верх-Ики — деревня (село) в Маслянинском районе Новосибирской области. Входит в состав Большеизыракского сельсовета.

## География
Площадь деревни — 152 гектара.

## Население
| 2002 | 2007 | 2010 |
| ---- | ---- | ---- |
| 220  | ↘204 | ↗211 |

## Инфраструктура
В деревне по данным на 2007 год функционируют 1 учреждение здравоохранения и 1 учреждение образования.